# الیمینوسا
الیمینوسا (به ایتالیایی: Aliminusa) یک سکونتگاه مسکونی در ایتالیا است که در استان پالرمو واقع شده‌است.

## خصوصیات
الیمینوسا ۱۳٫۷ کیلومترمربع مساحت و ۱٬۳۳۴ نفر جمعیت دارد و ۴۵۰ متر بالاتر از سطح دریا واقع شده‌است.